# 社会主义法系
社会主义法系或苏维埃法系，是指在現行或曾实行共产主义之国家所普遍使用之法律体系。乃基于欧陆法系，並主要依马列主义思想修改和补充。社会主义法系是否构成一个独立的法律体系仍然存在争议。如果确实构成，那么在冷战结束之前，社会主义法系应当放置於世界上主要的法律体系中。不同于欧陆法系根据传统界定私有财产的概念，以及收购、转让或丢失的情况下应当如何处理的问题，社会主义法系规定大部分财产由国家或农业合作社所拥有，且国有企业适用特殊的法庭和法律。社会主义法律是否為一个单独的法律分类也存在争议，因为尽管共产主义国家计划经济的做法意味着大多数种类的财产无法被个人拥有，苏联还是有民法和解释民法的法院以及对民法进行法律推理的方法（因此，法律程序和法律推理都在大致类似于法国或德国的民法体系）。所有社会主义国家的法律体系都保留了罗马-日耳曼民法体系的正规标准，因此，后社会主义国家的法律理论学家通常认为社会主义法律是罗马-日耳曼民法体系的特例。但法律理论学家尚不知道英美法系发展成为社会主义法系过程中的情况，因为这两个体系的基本原则并不匹配（英美法系假定法院是有影响力的制定规则之角色，而在社会主义国家中法院并不独立，且主要英語系國家皆未成為社會主義國家）。

## 苏维埃法律理论
苏维埃法律显示很多苏维埃国家的社会主义性质和马克思列宁主义思想的特殊特性。列宁接受了马克思主义中关于法律与国家的观点，即它们是资产阶级手中的强制性手段，并假设创造了一个非正式的裁判所来管理“革命的正义”。在这个较早的时期，斯图奇卡是苏维埃社会主义法律的主要理论家之一。
除了这种乌托邦理念以外，还有一种以叶夫根尼·帕舒卡尼斯为代表，更重要的“无产阶级正义”的概念。主张利用法律法规和政策来打压一切现行政权异议者的独裁趋势也在发展。这种趋势在把拥有安德烈·亚努阿里耶维奇·维辛斯基作为优势的斯大林的统治下达到了顶峰，这时，司法工作主要由安全警察在特别法庭执行。
在尼基塔·谢尔盖耶维奇·赫鲁晓夫的去斯大林化时代，开发出了一种新的基于社会主义法制的趋势，即强调要保障公民法定权益，但同时要求其对国家的服从。1960年被引入的新法典是制定行政法法律规范的一项努力。尽管社会主义法制在1960年之后仍然有效，但独裁和乌托邦的趋势继续在影响司法程序。对政治和宗教异议人士的迫害仍在继续，但同时也有将其交與人民的法院和行政机构，对其施以教育而非监禁以除其罪的新倾向。
到1986年底，米哈伊尔·谢尔盖耶维奇·戈尔巴乔夫时代重新强调了与国家相关的个人权利的重要性，并批评了那些在苏维埃司法的实施过程中违反程序法的人。这标志着社会主义法制的复苏成为新趋势。应当指出的是，社会主义法制本身仍缺乏与西方法学相对应的功能。

## 特点
社会主义法律类似于普通法或大陆法，但有一个很大程度上提升了的公法领域和降低了的私法领域。
- 在各個社会主义国家的早期阶段，公共生活中都部分或完全排除原先的统治阶级；然而，在所有社会主义国家这一政策都逐步转变为“一个没有阶级的社会主义国家”的政策。
- 对政治观点的多样性的直接阻碍。
- 执政的共产党自始便以党代会控制检察官。
- 将取消私有财产作为社会主义的首要目标或标志性特征，因此生产资料几乎完全集体化和国有化。
- 司法机关从属于共产党。
- 很少尊重隐私权，即保证党对私人生活的广泛控制。
- 很少尊重知识产权，因为知识和文化被认为是一种人类的权利而非自由市场经济中的特权。
- 把国家的广泛社会授权（工作权，免费教育，免费医疗，男性60岁、女性55岁退休，产假，免费残疾津贴和病假补偿以及补助多子女的家庭，等等）作为高程度社会动员的回报。
- 司法过程缺乏抗辩角色；公诉机关则被认为是“正义的供应商”。

社会主义法系的一个具体的组织特征，是用于决定轻罪的所谓的同志法庭

## 中华人民共和国社会主义法律
在現存的社会主义国家中，一些（最明显者為中华人民共和国）在他们的法律制度中加入了大量的修改。一般说来，这是以市场为导向的经济变化的结果。并且，一些共产主义的影响仍然可见。例如，在中国的房地产法律中，对于不动产没有统一的概念；国家拥有所有土地，但往往不包括座落在土地上的建筑。因此，司法系统开发出对于土地财产使用权的特设（拉丁語：特设）系统，相當複雜，而这些使用权是正式上市交易的东西（而非财产本身）。在某些情况下（例如城市住宅），该体系会导致一些类似于其他法律体系中不动产交易的情况。
在其他情况下，中华人民共和国的体系则与西方完全不同。例如，对于在邓小平领导下的改革开放“导致了类似于西方的农业用地私有化及建立了土地使用权制度”就是一个普遍误解。实际上，村民委员会拥有土地，并将使用土地的权利订立契约承包给了个体农户。因此，那些在西方的经济体中通常统一的权利，在中华人民共和国则在个体农户与村民委员会之间分割。
这项举动产生了许多后果。其中之一就是由于农民没有转让土地的绝对权利，他不能拿他的土地使用权来做抵押进行借贷活动。另一方面，该系统中有针对风险的一些保险措施，即如果农民想要停止农业生产并另行他務，它可以把他的土地还给村民委员会。然后，如果新的事情不成，他可以与村民委员会之间订立新的合同并重新开始从事农业。土地可以由村民委员会再次分发的事实也确保了社会成员之间的相对平均，成为了一种社会福利的形式。
迄今已有多项关于改革这一制度的建议，这些建议的方向往往是使農村土地完全私有化，以达到其声称的提高效率的目的。这些建议通常不会受到任何明显的支持，大致是因为当前的制度在农民之间较受欢迎。村民委员会试图给农民强加予烂合同之风险较低，因为这会减少村民委员会收到的金额。同时，农民也有一定的灵活性来决定是否离开农业生产到其他的行业中去。

## 延伸閲讀
- 斯图奇卡, 彼得·伊万诺维奇. . Robert Sharlet, Peter B. Maggs, and Piers Beirne (eds.). Armonk, N.Y.: M.E. Sharpe. 1988. ISBN 0-87332-473-0. OCLC 17353762.
- Evenson, Debra.  2nd. The Hague: Kluwer Law International. 2003. ISBN 90-411-2165-X. OCLC 52976800.